# Lyman T. Tingier

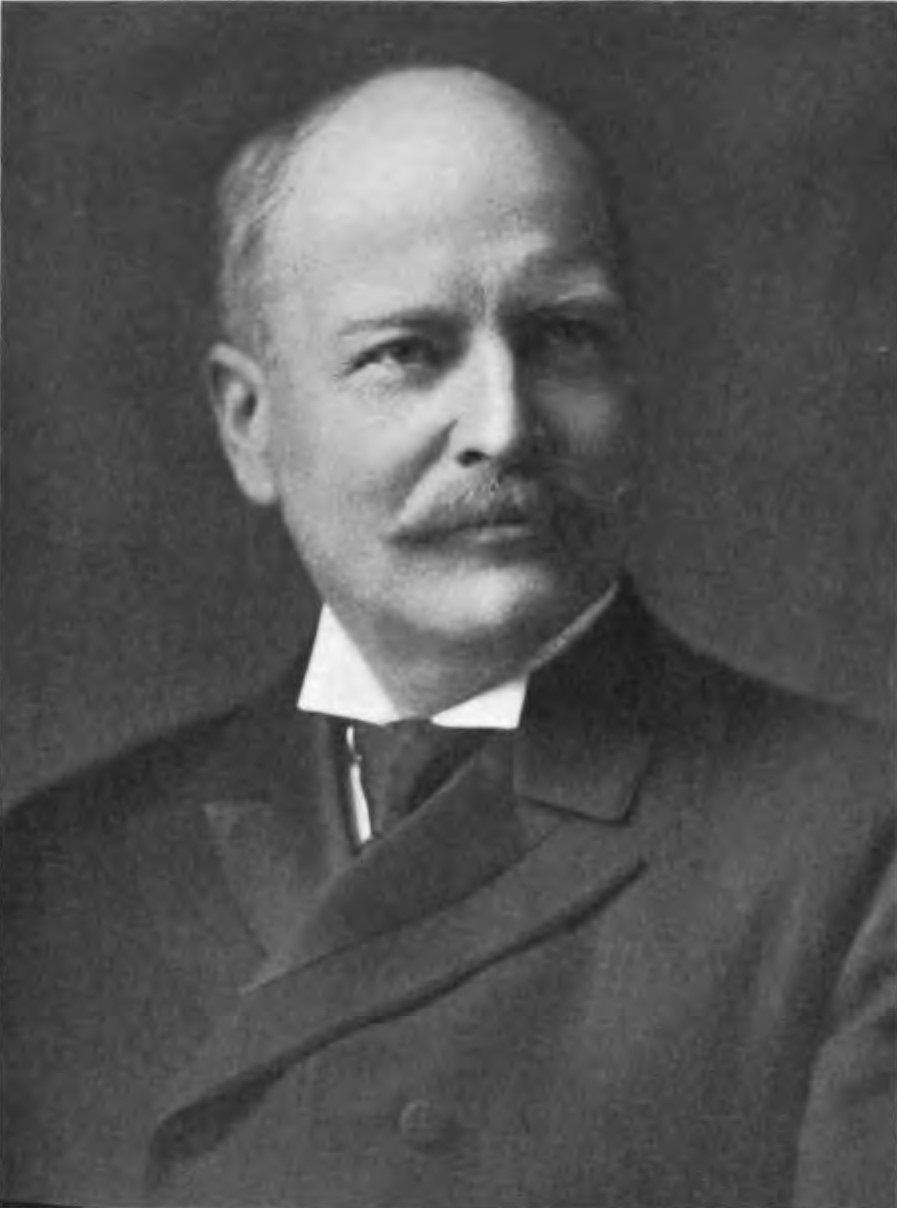
Lyman T. Tingier (1912)

Lyman Twining Tingier (* 9. Juni 1862 in Webster, Worcester County, Massachusetts; † 3. April 1920 in Rockville, Tolland County, Connecticut) war ein US-amerikanischer Politiker. Zwischen 1913 und 1915 war er Vizegouverneur des Bundesstaates Connecticut.

## Werdegang
Lyman Tingier wurde am 9. Juni 1862 als Sohn von Seymour Allen Tingier und Sarah Jane Twining in Webster geboren. Später lebte er in Rockville (Connecticut). Er muss Jura studiert haben und arbeitete dann als Rechtsanwalt sowie im Bankgewerbe, wobei er Direktor einer Bank wurde. Politisch schloss er sich der Demokratischen Partei an. Im Juli 1896 nahm er als Delegierter an der Democratic National Convention in Chicago teil, auf der William Jennings Bryan erstmals als Präsidentschaftskandidat nominiert wurde. Zwischen 1909 und 1912 saß er als Abgeordneter im Repräsentantenhaus von Connecticut. Anschließend war er von 1912 bis 1914 Bürgermeister von Rockville.
Im Jahr 1912 wurde Tingier an der Seite von Simeon Eben Baldwin zum Vizegouverneur von Connecticut gewählt. Dieses Amt bekleidete er zwischen 1913 und 1915. Dabei war er Stellvertreter des Gouverneurs und Vorsitzender des Staatssenats. Im Jahr 1914 kandidierte er erfolglos für das Amt des Gouverneurs. Danach ist er politisch nicht mehr in Erscheinung getreten.